# Baragalla
La Baragalla (la Baragāla in dialetto reggiano) è un quartiere prevalentemente residenziale e, in parte, artigianale e commerciale della periferia sud di Reggio Emilia. Situato a 3 km dal centro storico della città, sorge lungo il tratto urbano della ex strada statale 63 del Valico del Cerreto. Prende il nome dall'omonima osteria, stazione di sosta per viaggiatori e birocciai, che era posta all'incrocio fra la strada per il Cerreto e la strada comunale che collega Coviolo al torrente Crostolo.
L'area di Baragalla era appartenente, sino agli anni Sessanta, alle ville e parrocchie di San Pellegrino e Rivalta, per poi costituire un nuovo quartiere assieme a Belvedere nel 1963, e diventare definitivamente un quartiere a sé nel 1978 quando fu eretta la nuova parrocchia del Sacro Cuore di Gesù alla Baragalla.
Il quartiere, dagli anni Cinquanta, è stato sede del Centro studi Sacro Cuore dei Padri Gesuiti e, successivamente, di IFOA, ENAIP e Caritas. 
Dagli anni 2010 è operativo il nuovo complesso parrocchiale Sacro Cuore, progettato e realizzato dalla CEI.

## Geografia fisica
Baragalla è situata in un ambito di media pianura all'interno del tessuto urbano della città consolidata. È lambita a est dal torrente Crostolo, a sud da via Blaise Pascal e via Roberto Ardigò e a ovest da via Guittone d'Arezzo sino alle porte del centro abitato di Coviolo, a nord dalla linea elettrica ad alta tensione San Polo d'Enza-Ca' de Caroli. Confina a nord con il quartiere Belvedere, a est con San Pellegrino e Rivalta, a sud con Rivalta e a ovest con la frazione di Coviolo.
L'altitudine varia da 65 a 89 m s.l.m.

## Origine del nome
Il significato del toponimo è incerto. È probabile che derivi del termine preromano, probabilmente ligure, barga (o bergo), dalla radice indoeuropea bhergh- di contro al celtico brig- e al germanico burg- che significa alto sia nel senso di poggio, colle, monte che in quello di rocca, fortino o capanna. Il nome starebbe quindi a indicare un'elevazione del terreno o un luogo protetto e di riparo. In senso più ampio potrebbe derivare dall'etnico femminile bargalla, ossia montanara. Potrebbe anche essere legato sia alla conformazione fisica del territorio (baragalla = piccola altura) che alla destinazione della strada per la montagna, in questo caso l'Appennino tosco-emiliano e la Lunigiana, o relativo i suoi abitanti (montanare, montanari). Trova una sua omonimia nella località La Baragalla, in territorio di San Romano, frazione del comune di Baiso. 

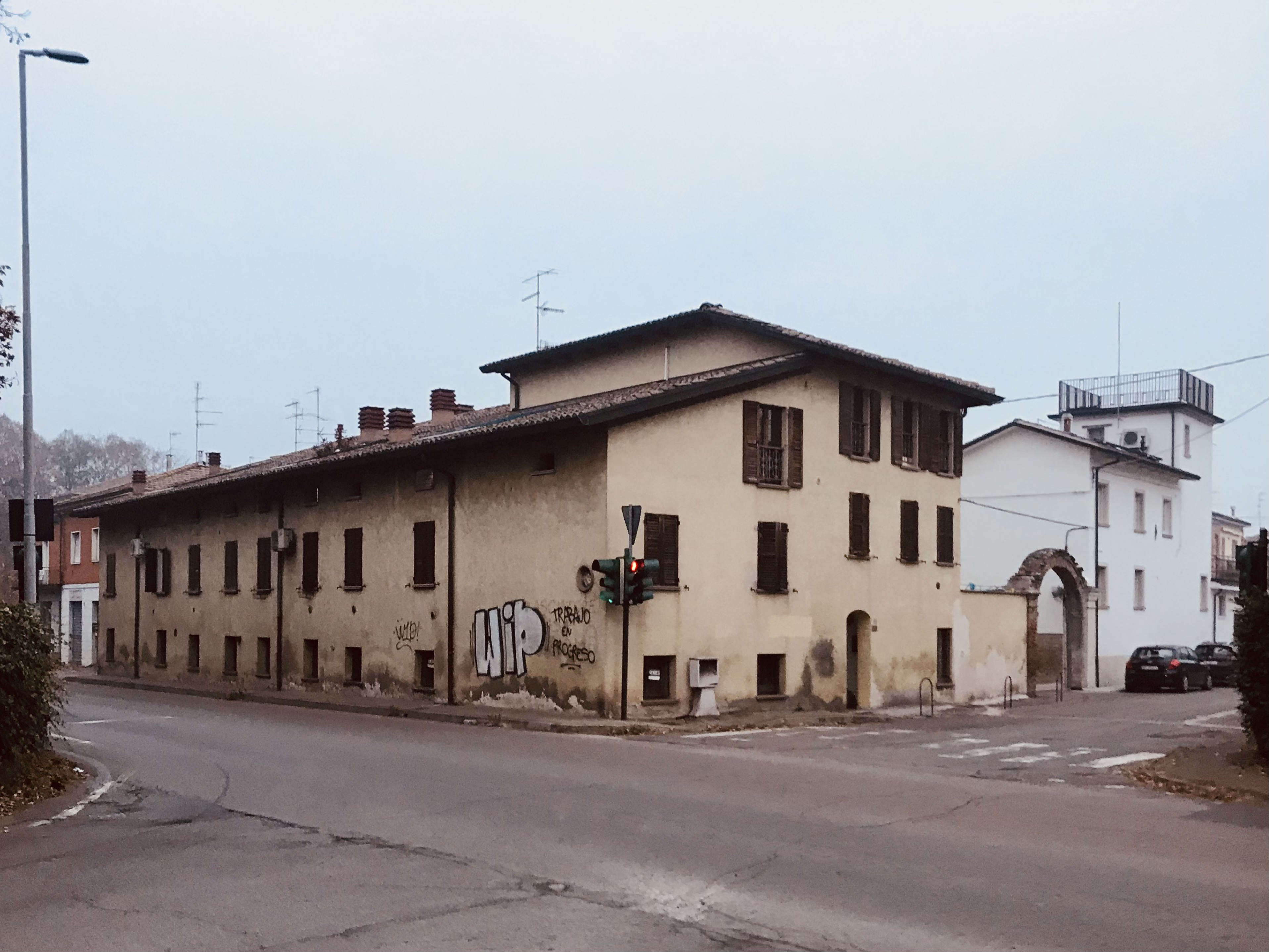
Edificio dell'antica osteria della Baragalla

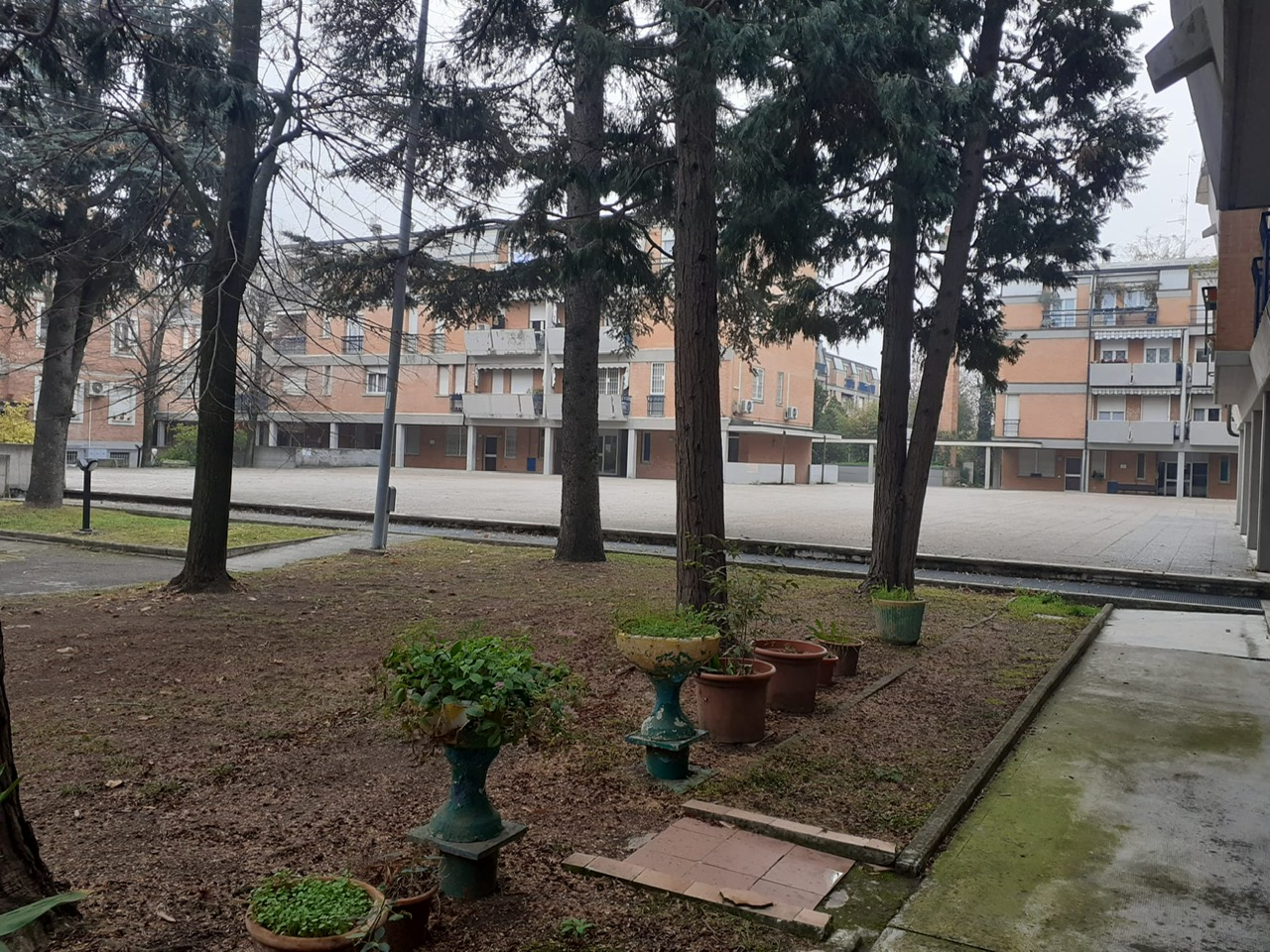
Nuovo Villaggio Catellani, via Daniele Fontana

## Storia
Il territorio era già popolato al tempo dei romani: una lapide dedicata alla dea Fortuna fu ritrovata all'inizio del '900 non lontano dal torrente Crostolo. Tuttavia i reperti più antichi riguardano delle tombe a cremazione della seconda età del ferro, ritrovate a nord e a ovest di via Martiri della Bettola, tratto urbano della strada statale 63 del Valico del Cerreto.
La zona, storicamente a carattere agricolo, lega le sue vicende alla villa di San Pellegrino e, in minor parte a quella di Rivalta. Queste due ville erano i territori cui un tempo apparteneva Baragalla: il confine fra le due frazioni era infatti segnato dal crocevia fra la statale 63 e la strada vicinale della Baragalla, rappresentata oggi dalle vie Francesco De Sanctis, Luciano Albanesi e Guittone d'Arezzo. Il toponimo indicava proprio l'antico caseggiato che ospitava l'osteria della Baragalla, una stazione di posta e ristoro situata lungo la strada nazionale che ancora oggi collega Reggio alla Toscana e alla Spezia passando dal passo del Cerreto.
Sino al secondo dopoguerra il territorio era caratterizzato da case coloniche e da ville padronali e complessi rurali, quando nei pressi di via Antonio Fogazzaro furono realizzate le prime lottizzazioni residenziali. Escluso questo episodio sporadico le grandi trasformazioni urbanistiche avvennero comunque a partire dagli anni '60 e '70: dal nucleo originario della località, dove si ergeva l'antica osteria, spuntarono come funghi insediamenti ad alta e bassa densità che andarono a occupare le aree libere fra la strada del Cerreto e il Crostolo e fra questa e la via della Canalina. L'espansione edilizia, da allora, non conosce sosta confermando l'assetto prefigurato per l'area a partire dal secondo dopoguerra: un tessuto abitativo misto nella parte occidentale del quartiere sviluppato sia in altezza che da edifici radi su lotto e più rado e a bassa densità abitativa verso il Crostolo, a est. A ridosso di via Portella delle Ginestre, sul finire degli anni '70, si insediarono gli abitanti provenienti dal vecchio Villaggio Catellani, sorto durante il fascismo come Villaggio Principe di Napoli in località Migliolungo, che fu demolito negli anni '80: il nuovo complesso residenziale confermò il precedente toponimo ed è attualmente denominato Villaggio Catellani. Una lapide posta all'ingresso del rione ricorda i martiri partigiani della 37ª brigata SAP Quarto Camurri, Adriano Catellani e Franco Spaggiari, operanti nella zona di San Pellegrino durante la guerra di Liberazione.
L'edilizia di alto pregio che caratterizza, invece, la parte a est della statale si presenta ricca di verde e spazi individuali e dagli anni 2000 è lambita dalla greenway ciclonaturalistica del torrente Crostolo, nell'ambito della Cintura Verde. 
Baragalla comprende anche una zona artigianale, posta fra l'anello del sistema tangenziale di Reggio Emilia e la località Casale di Rivalta, alla quale si accede dalla strada statale 63 tramite via Yuri Gagarin. 
Il quartiere è stato un luogo importanti anche polo di servizi alla persona sia di natura sociale, che educativa e pastorale. Nel 1957, andò a stabilirsi, su via Guittone d'Arezzo, il Centro Sacro Cuore, gestito dai Padri Gesuiti, allora nel territorio della parrocchia di Rivalta. L'evento ebbe grande risalto, soprattutto perché l'accensione della statua in bronzo di Gesù Cristo, posta su un traliccio antistante il fabbricato principale e opera della scultrice Carmela Adani, fu accesa direttamente dalla Città del Vaticano da papa Pio XII tramite un impulso radio. Il fabbricato e la cappella furono progettati da Pierluigi Giordani nel 1954-1955 e sono tuttora segnalati dall'Istituto Beni Culturali dell'Emilia-Romagna fra le principali testimonianze dell'architettura moderna locale.
I gesuiti rimasero nel centro di spiritualità dal 1957 sino al 1975 quando nei locali del complesso religioso che ospitava la loro sede trovò spazio l'istituto di formazione e lavoro IFOA che, alcuni decenni più tardi, fu affiancata dall'ente professionale ENAIP. Attualmente IFOA si è spostata a nord della città e gli spazi precedentemente occupati dalla scuola e ancor prima, dai gesuiti, sono attualmente occupati il dormitorio diocesano della Caritas. La chiesa dei gesuiti non cadde in disuso ma divenne ben presto sede delle celebrazioni della nuova parrocchia di Baragalla. La nuova parrocchia, dedicata anch'essa al Sacro Cuore di Gesù, fu eretta il 2 giugno 1978 e fu guidata fino al 2002 da don Mario Valpiani. Il suo parrocato si concentrò soprattutto sul valorizzazione della liturgia eucaristica e del diaconato, con l'obiettivo di aprirsi sempre più anche alle aree del territorio parrocchiale più difficili. Sino agli anni Novanta, infatti, non era facile portare avanti la pastorale in zone del quartiere come il nuovo Villaggio Catellani, una comunità di matrice laico-progressista al tempo significativamente contrapposta alla comunità parrocchiale. L'auspicio di don Valpiani fu sempre quello di dotare Baragalla di una chiesa parrocchiale che rispondesse alle esigenze di un'area della città in fase di grande espansione: l'edificio religioso del centro Sacro Cuore fu sede delle funzioni dal 1978 al 2013, quando fu ufficialmente inaugurata dal vescovo della diocesi di Reggio Emilia-Guastalla Massimo Camisasca e dal nuovo parroco don Luciano Pirondini, subentrato a don Valpiani nel 2002, la nuova chiesa parrocchiale, situata in via mons. Gilberto Baroni, a poche centinaia di metri dalla vecchia sede. Da settembre 2015 il nuovo parroco è don Davide Poletti, che attualmente è a capo dell'unità pastorale Padre Misericordioso comprendente anche le parrocchie di Coviolo e Belvedere. 
Dal punto di vista educativo, a Baragalla, erano attive le scuole elementari di via Guittone d'Arezzo: costruite negli anni '60 furono poi trasformate in un centro per attività educative pomeridiane per ragazzi. A ridosso del parco del Crostolo, in via Renato Fucini, trova spazio uno dei primi nidi d'infanzia comunali della città, il Genoeffa Cervi.
Nei paraggi del nuovo polo religioso e l'asse attrezzato di via Inghilterra, si trovano due importanti centri servizi di rilevanza comunale: la sede della pubblica assistenza Croce Verde e la residenza sanitaria assistita Villa Le Mimose, realizzate negli anni 2000. 
Baragalla è al centro di uno dei principali snodi viabilistici della città: nel centro geografico del quartiere l'asse urbano della strada statale 63 interseca l'anello del sistema tangenziale di Reggio Emilia, rappresentato dall'asse attrezzato di via Inghilterra (aperto a inizio anni '90) e dalla bretella Canali-Baragalla, intitolata al partigiano cattolico e avvocato Pietro Fornaciari, segmento della tangenziale sud-est (2009). 
Nel 2015, a ridosso della zona artigianale e dell'asse attrezzato, è stato inaugurato il nuovo ipermercato Coop Baragalla, progettato dallo studio Lauro Sacchetti e Associati: per gli elevati criteri di sostenibilità, estetica, durata e funzionalità, il progetto ha ricevuto nel 2019 il premio ufficiale German Design Award.

## Monumenti e luoghi d'interesse

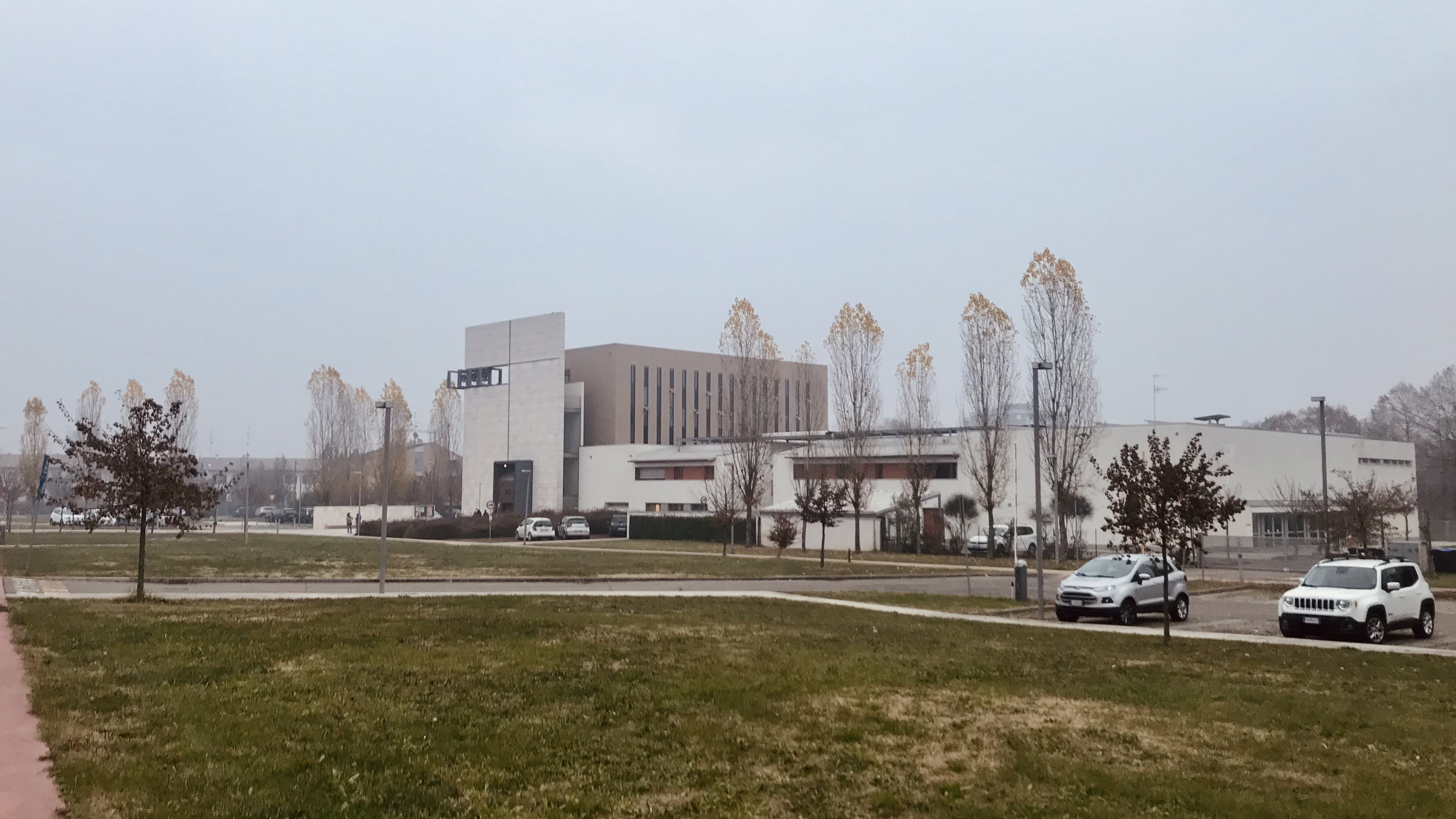
Nuovo centro parrocchiale Sacro Cuore

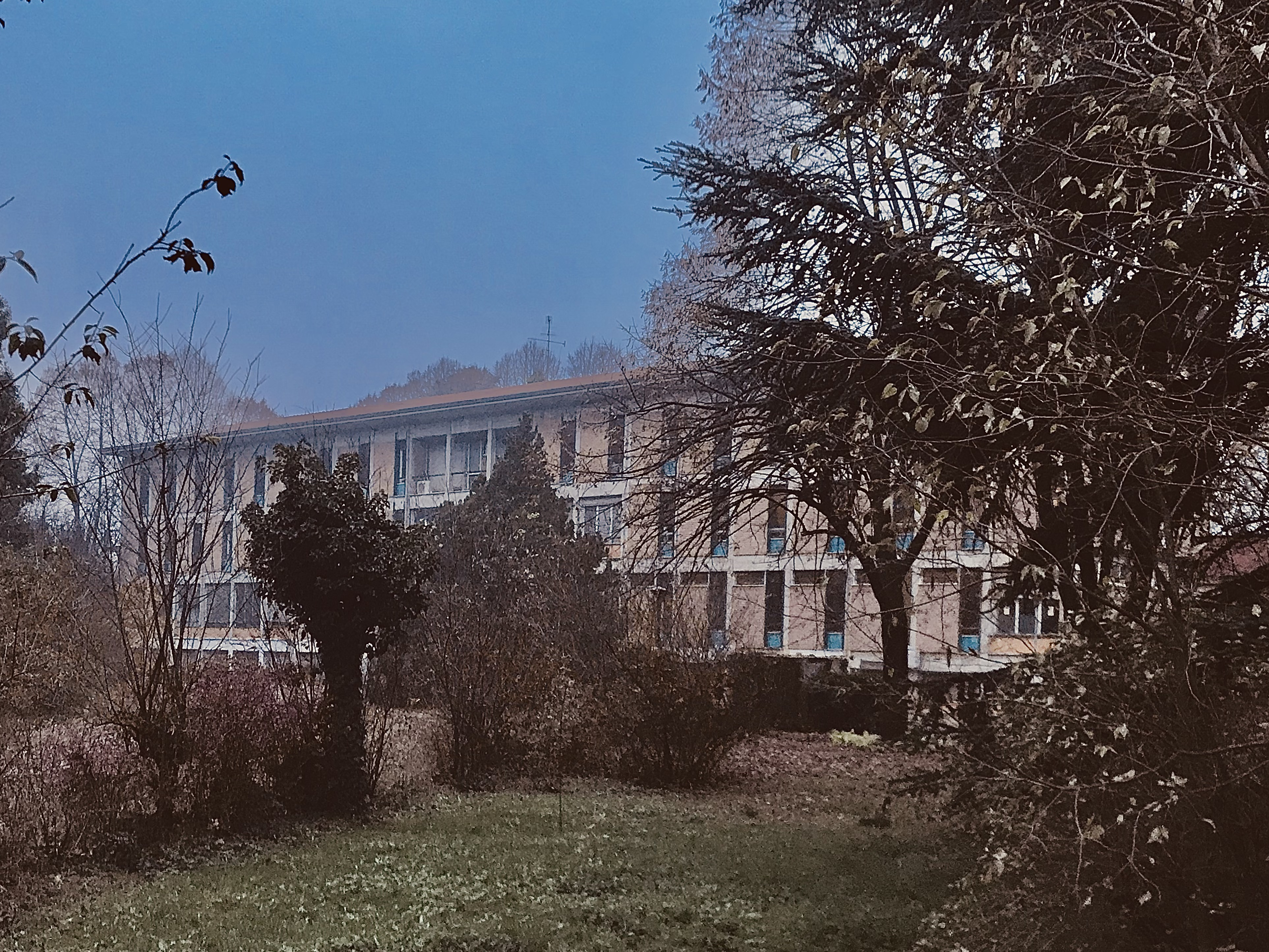
Centro studi Sacro Cuore

### Architetture religiose
- Chiesa parrocchiale di Sacro Cuore,[9] via mons. Gilberto Baroni
- Centro Sacro Cuore e cappella (già chiesa parrocchiale di Baragalla),[7] via Guittone d'Arezzo
- Oratorio del Casino Bacchi (sec. XVII-XVIII),[10] via Guido Gozzano
- Cappellina dei Santi Francesco e Teresa di villa Bertozzi (sec. XVIII),[11] via della Canalina

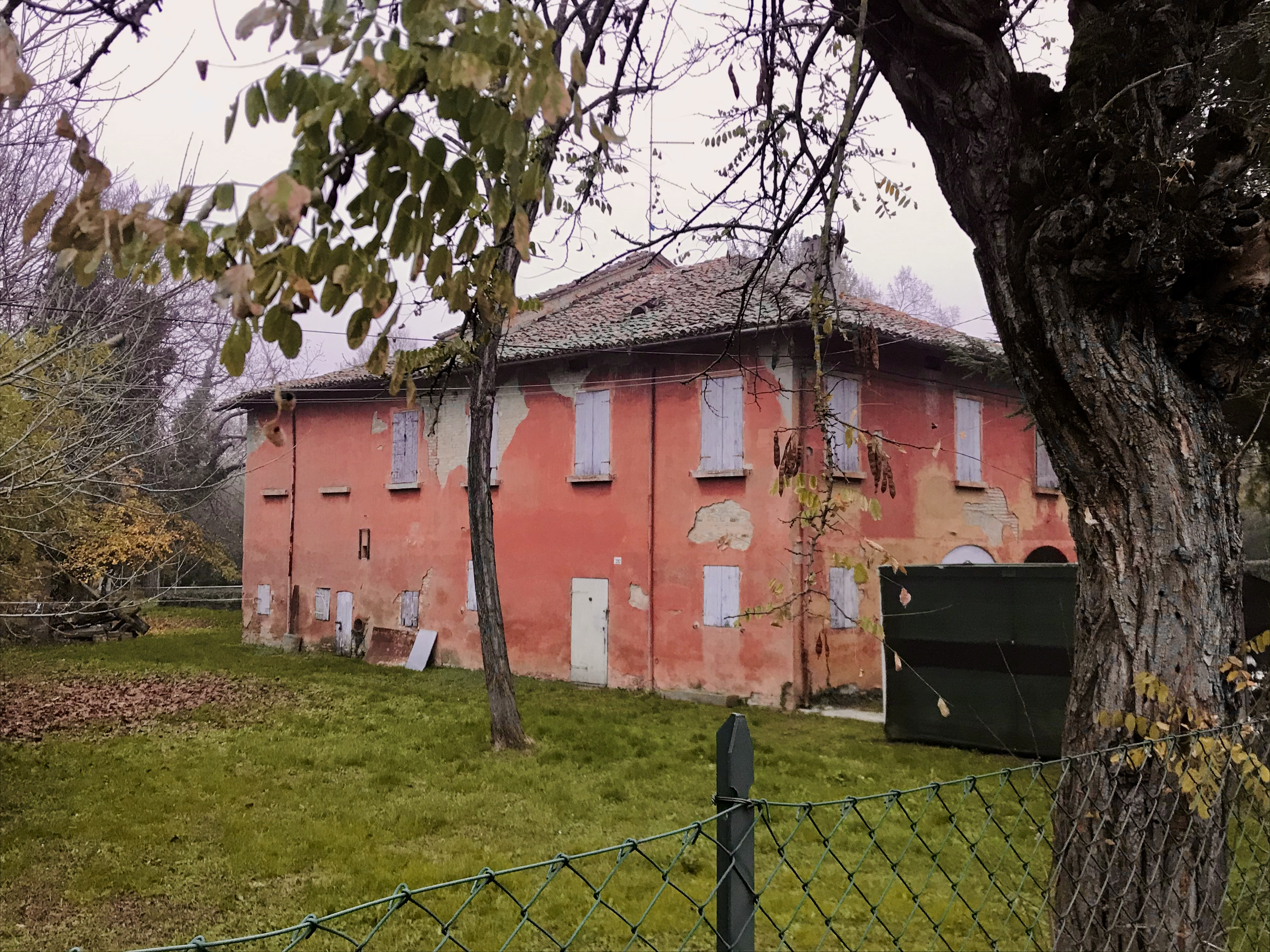
Casino Bertozzi, via Guittone d'Arezzo

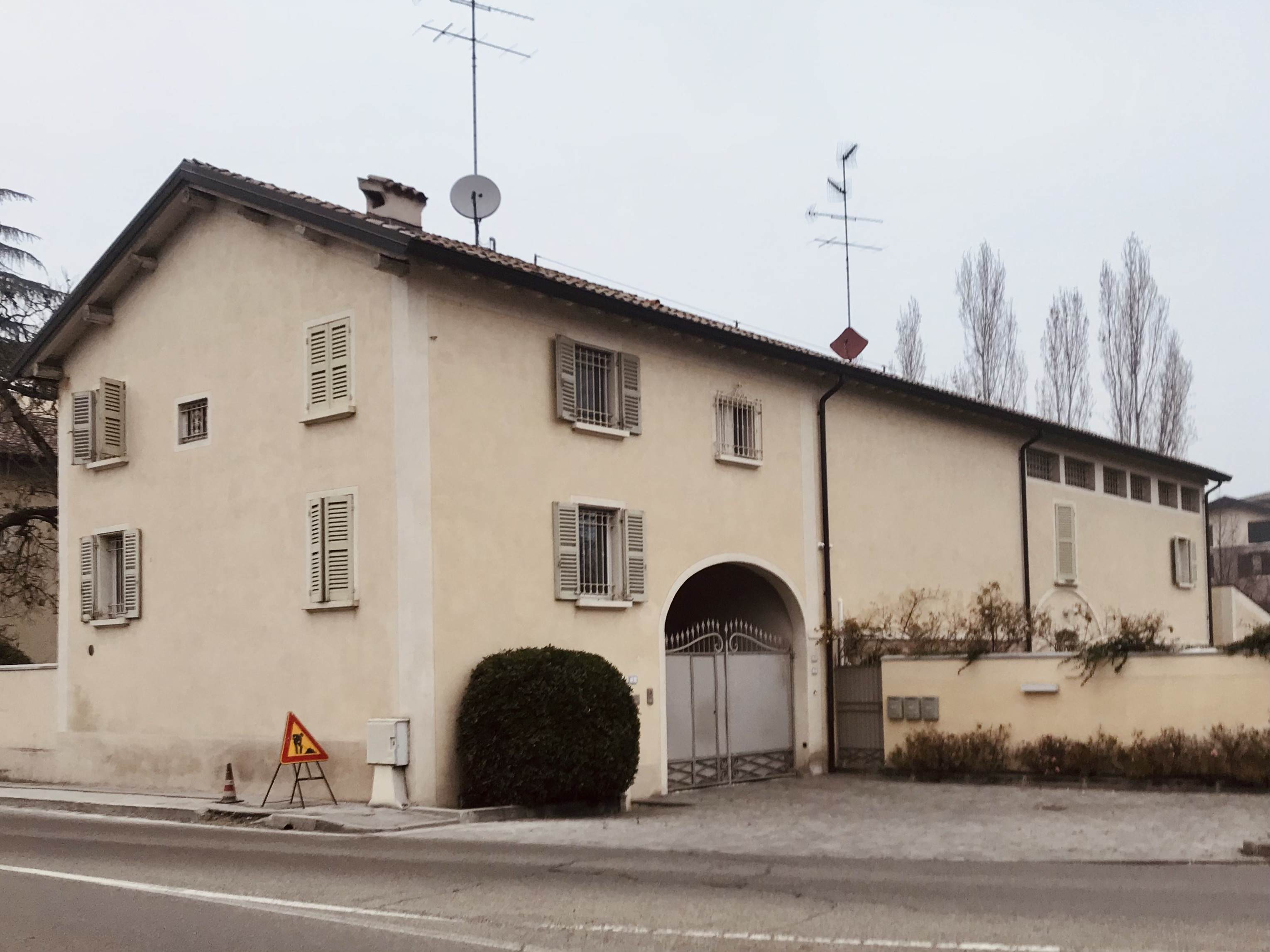
Casa Altana, via Guittone d'Arezzo

### Architetture civili
- Casino Bacchi (sec. XVII-XVIII),[10] via Guido Gozzano
- Villa Bertozzi (sec. XVIII),[11] via Martiri della Bettola
- Casino Bertozzi (sec. XVII-XVIII),[12]  via della Canalina-via Guittone d'Arezzo
- Casino Franzani ora Altana (sec. XVII-XIX), via Guittone d'Arezzo
- Casa Bigi (sec. XVIII-XIX),[13] via Guittone d'Arezzo
- Villa Maria (sec. XIX),[14] via Martiri della Bettola
- Campaccio-Osteria (sec. XIX),[15] via A. Fogazzaro
- Monumento ai caduti partigiani, Adriano Catellani, Quarto Camurri e Franco Spaggiari (c/o Villaggio Catellani),[5] via Daniele Fontana

### Siti archeologici
- Elementi della centuriazione romana, via della Canalina

### Aree naturali

#### Giardini privati
- Giardino storico di Villa Bertozzi, via Martiri della Bettola
- Giardino storico di Casino Bacchi, via G. Gozzano

#### Parchi pubblici
- Parco Luigi Walpot,[16] via Georgi Dimitrov
- Parco Il Noce,[17] via Daniele Fontana
- Parco Pietro Aretino,[18] via Pietro Aretino
- Parco Renato Fucini dedicato a Bruno e Clara Verona (già parco del Poggio),[19] via Renato Fucini
- Parco Luciano Albanesi,[20] via Luciano Albanesi
- Parco Samora Machel (già Parco Il Biroccio),[21] via Tonino Gualtieri
- Parco Aderito Ferrari,[22] via Aderito Ferrari
- Parco Alberto Ascari,[23] via Alberto Ascari
- Parco Guido Guinizelli,[24] via Guido Guinizelli
- Parco mons. Gilberto Baroni,[25] via mons. Gilberto Baroni
- Passeggiata del Crostolo,[26] accesso da via Luciano Albanesi

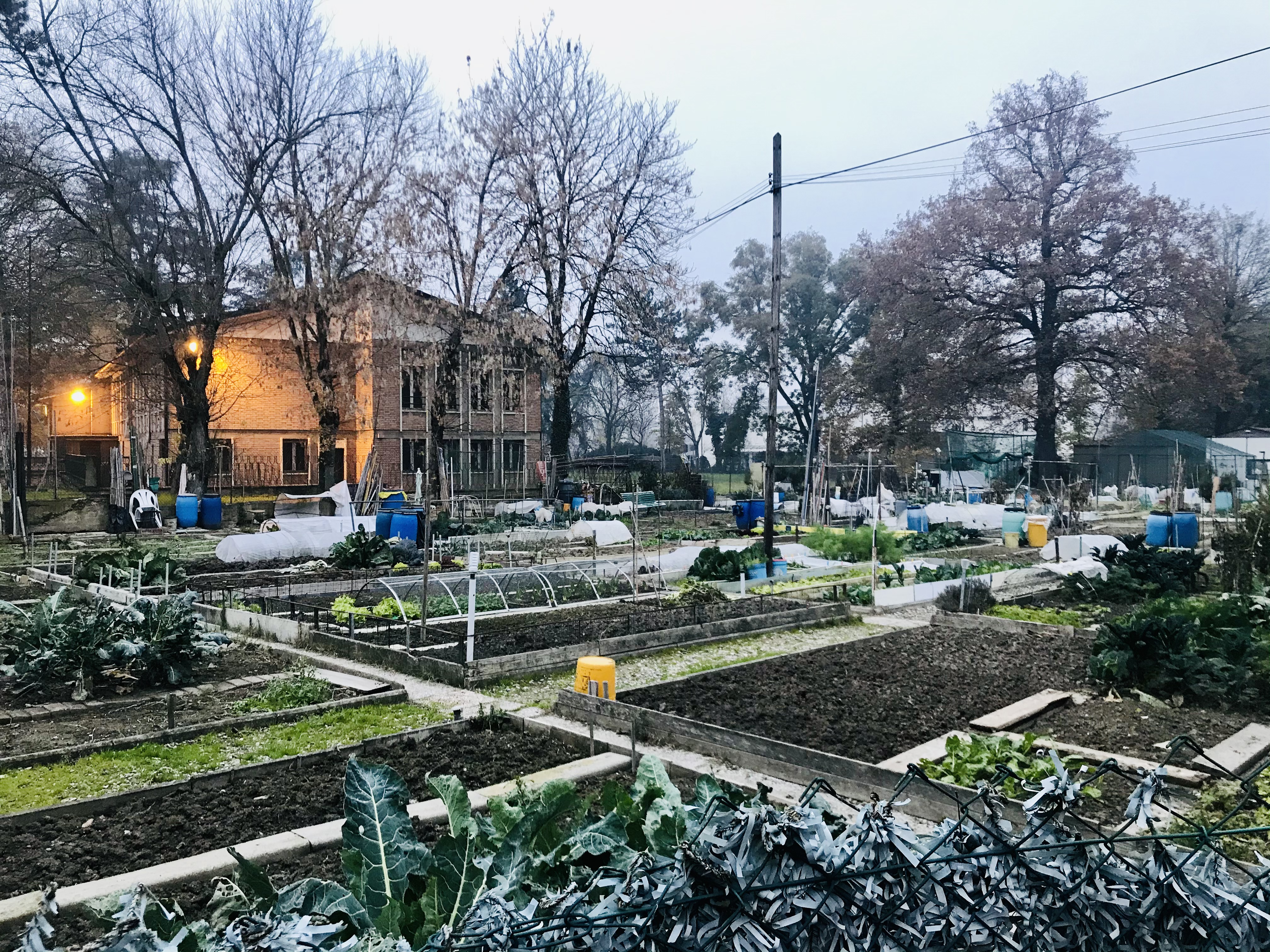
Orti sociali di Baragalla. Sullo sfondo l'ex scuola

#### Orti sociali
- Orti sociali di Baragalla[27] (c/o Parco Il Noce), via Daniele Fontana

## Società
Dopo essere cresciuta parecchio negli anni 2000 la popolazione di Baragalla si è stabilizzata crescendo soltanto dell'1% fra il 2014 e il 2019, portandosi a quasi 3 700 abitanti. L’indice di vecchiaia è maggiore rispetto alla media comunale (201,5 contro 130) e il tasso di natalità è più basso (6,7 contro 8). Il numero di componenti medi per famiglia è leggermente superiore al dato generale del comune (2,2 contro 2,1). 
Gli stranieri sono l'8,9% (rispetto al 16,8% complessivo di tutto il comune) e arrivano per la maggior parte da Ucraina, Marocco e Tunisia.

### Tradizione e folclore

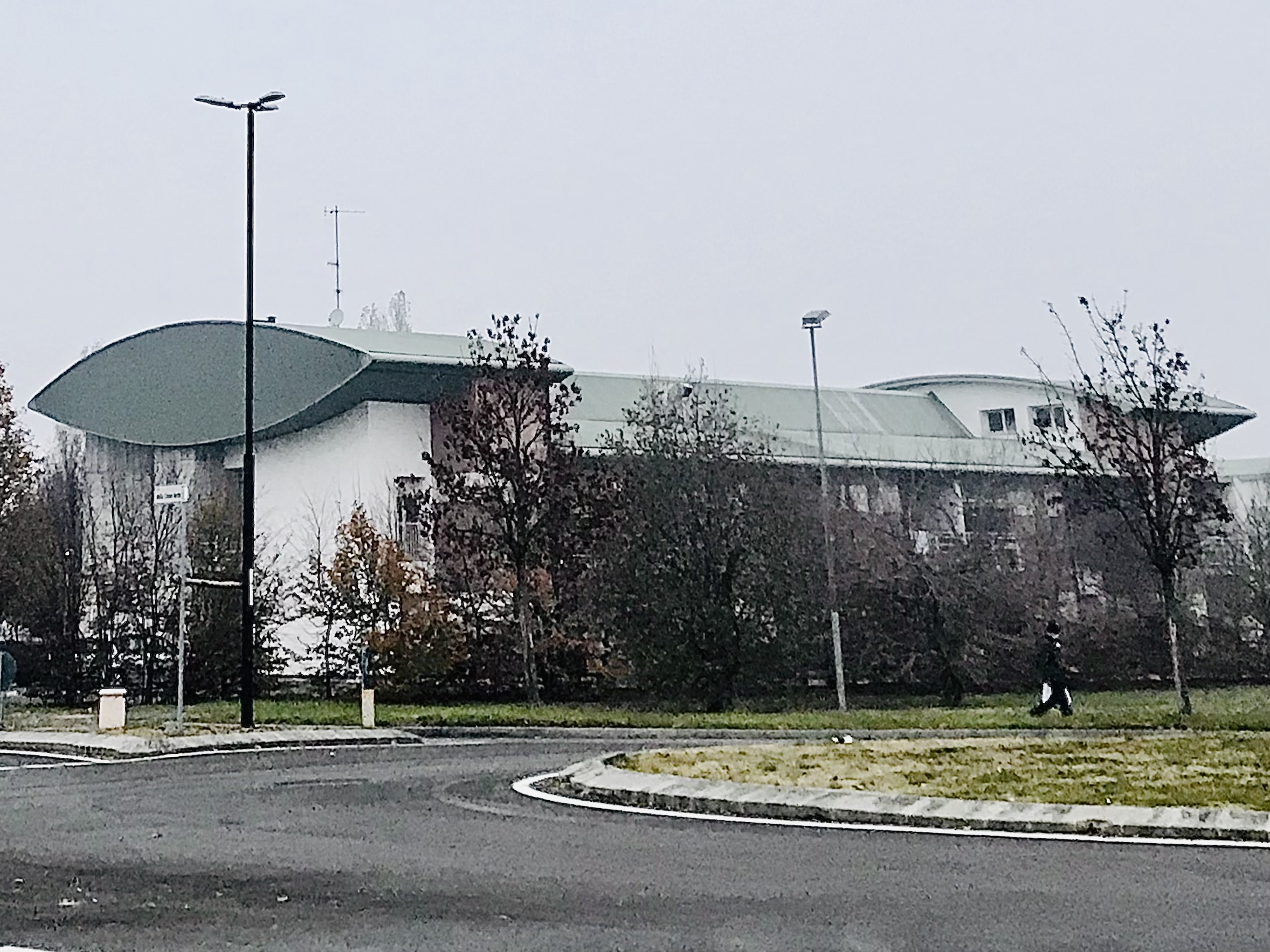
Villa Le Mimose

- Solennità del Sacro Cuore di Gesù

### Enti e associazioni
- Associazione di promozione sociale La Contea,[28] via David Ricardo-via Omobono Tenni
- Pubblica assistenza Croce Verde di Reggio Emilia,[29] via della Croce Verde
- Unione provinciale Mutilati della Voce,[30] via Daniele Fontana 21/A
- Helen Club Bonsai,[31] via Daniele Fontana
- Fondazione ENAIP Don Gianfranco Magnani,[32] via Guittone d'Arezzo
- Parrocchia del Sacro Cuore in Baragalla,[6] via mons. Gilberto Baroni
- Azienda Servizi alla Persona Reggio Emilia Città delle Persone,[33] villa Le Mimose, via Guido Guinizelli
- Caritas Diocesana Reggio Emilia-Guastalla, Dormitorio Centro studi Sacro Cuore, via Guittone d'Arezzo

## Cultura

### Infanzia
- Nido d'infanzia comunale Genoeffa Cervi,[34] via Renato Fucini

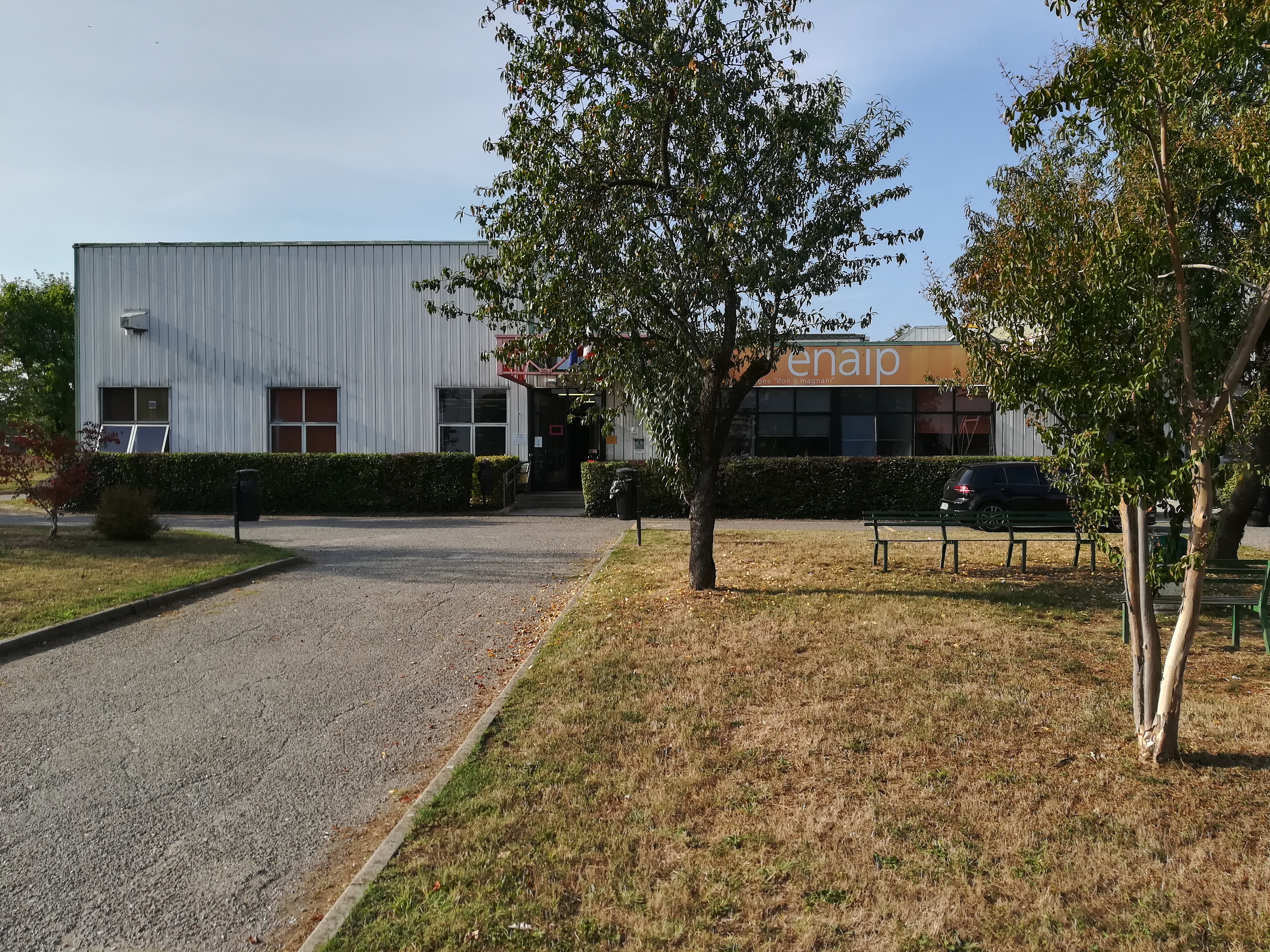
Sede ENAIP, via Guittone d'Arezzo

### Altro
- G.E.T. Gruppo educativo territoriale Danilo Dolci,[35] ex scuola elementare di Baragalla, via Guittone d'Arezzo

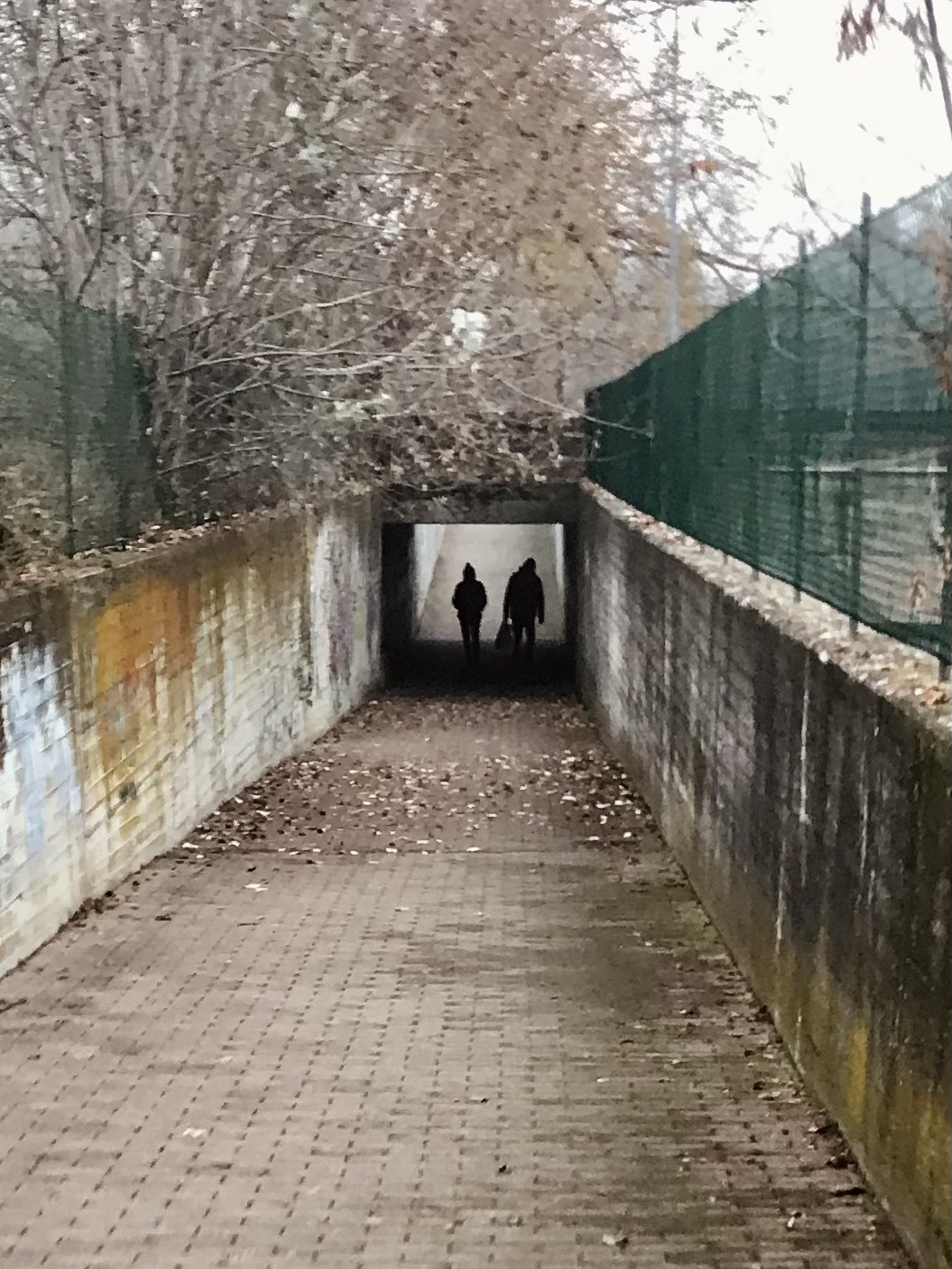
Sottopasso ciclopedonale di via Guittone d'Arezzo

- ENAIP,[32] via Guittone d'Arezzo

## Infrastrutture e trasporti
Il quartiere è attraversato dalle principali ciclovie che dalla zona meridionale del territorio comunale portano verso il centro della città, fra cui:
- Ciclovia 5 Rivalta - Centro: Centro storico - Parcheggio Cecati - Cimitero Monumentale (ex Suburbano) - Ponte vecchio di San Claudio - Canalina - Baragalla - Rivalta

- Ciclovia A Greenway del Crostolo (Cintura Verde - Parco del Crostolo): Punta di Roncocesi - Cavazzoli - Via Emilia - Regina Pacis - Ponte del Gattaglio - Ponte di S. Pellegrino - Parco delle Caprette - Baragalla - Reggia di Rivalta - Villa d'Este (Vasca di Corbelli)
- Anello III Circonvallazione Larga: via Emilia Ovest - via F.lli Cervi - Roncina - Coviolo - Baragalla - Belvedere - Buco del Signore - San Maurizio - via Emilia Est.

Sulla Ciclovia A insiste l'itinerario della Via Matildica del Volto Santo, indicato in loco come sentiero CAI 646, che collega Mantova a Lucca.
Sono inoltre presenti linee del trasporto pubblico locale urbano ad alta frequenza che attraversano l'agglomerato collegando Rivalta al centro storico di Reggio, al Campovolo e alla zona industriale di Mancasale.
Le caratteristiche urbanistiche del quartiere lo hanno reso parte, per la maggior parte, di una Zona Residenziale a Traffico Moderato.

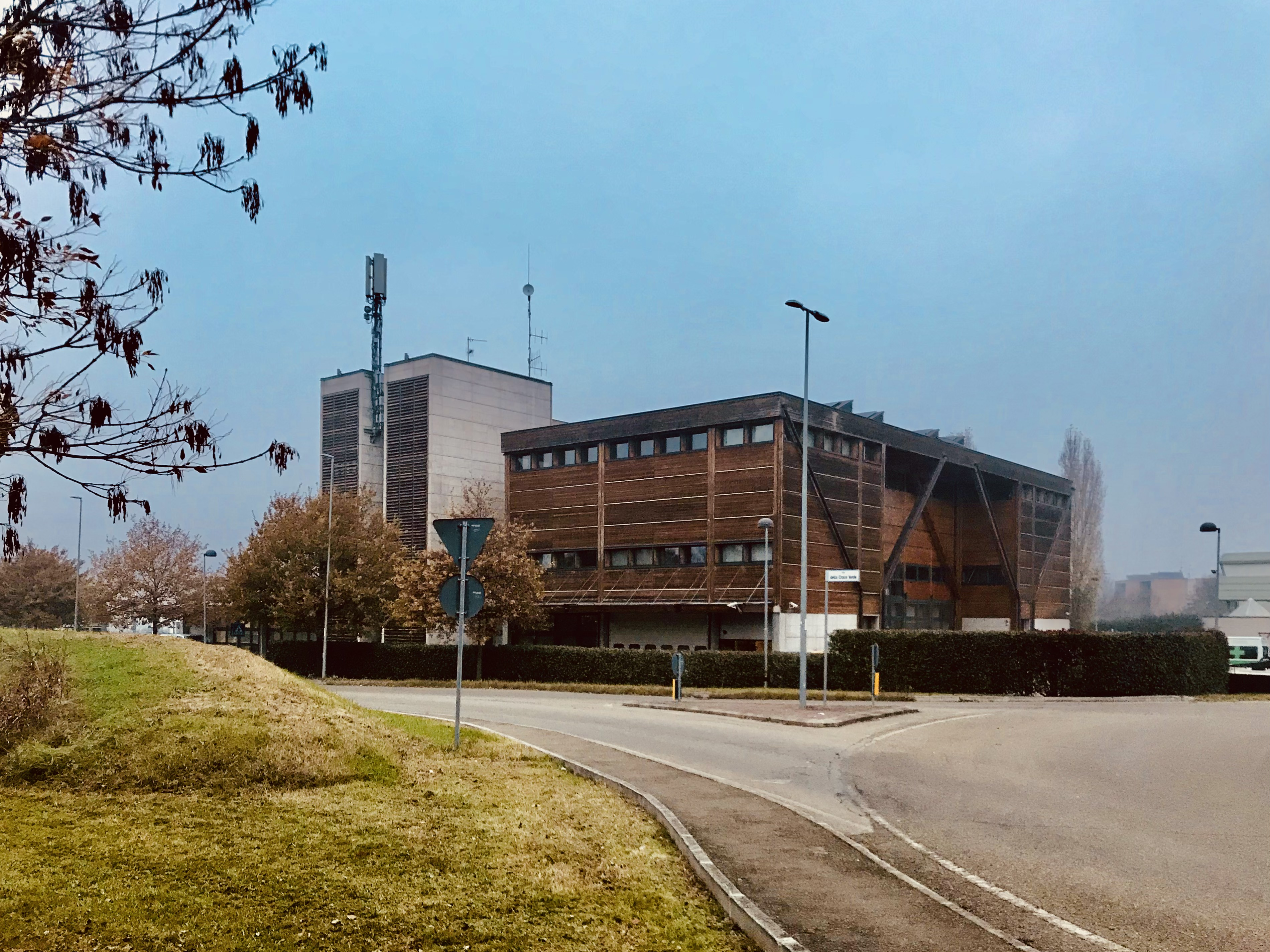
Sede provinciale della Croce Verde

## Economia
Baragalla ha una vocazione residenziale, produttiva, terziaria e, in parte, ancora agricola. Le attività produttive sono situate prevalentemente nella zona artigianale, fra il sistema tangenziale e la località Casale di Rivalta. Il commercio al dettaglio è collocato principalmente lungo via Martiri della Bettola (tratto urbano della SS 63). Attorno al nuovo ipermercato Coop di via Omobono Tenni si sono sviluppate attività commerciali e lounge bar.
Sono presenti cospicue aree pubbliche e private dedicate all'erogazione di servizi alla persona. Fra queste, le sedi di: Croce Verde; Residenza sanitaria assistita Le Mimose, appartamenti protetti Le Mimose e Caritas (c/o Centro studi Sacro Cuore), sala civica comunale c/o Villaggio Catellani.

## Amministrazione
Il territorio della Baragalla è sempre stato sottoposto alla giurisdizione del Comune di Reggio all'interno della villa di San Pellegrino. Dal 1980 al 2009 ha fatto parte della Circoscrizione Quarta e, dal 2009 al 2014, della Circoscrizione Sud. Dal 2014 le circoscrizioni di decentramento amministrativo nelle città con meno di 250 000 abitanti delle regioni a statuto ordinario sono state abolite. Il governo della circoscrizione (che comprendeva anche le frazioni più esterne e i quartieri limitrofi) è sempre stato retto da maggioranze di sinistra, guidate dal PCI e dal PSI e, dal 1995, di centrosinistra.

## Sport
A Baragalla sono presenti diverse attrezzature sportive, sia pubbliche che private.
I principali impianti sportivi aperti all'attività agonistica e dilettantistica sono i seguenti:
- Campo di basket Il Noce, c/o parco comunale Il Noce, via Daniele Fontana
- Campo di calcio Il Noce, c/o parco comunale Il Noce, via Daniele Fontana
- Campo di calcio ENAIP, via Guittone d'Arezzo
- Palestra fitness e piscine Champion's Club Baragalla, via Tonino Gualtieri

All'interno dell'area parrocchiale di Baragalla sono presenti dei campi di gioco.